# Jan Łoś
Jan Nepomucen Bonifacy Łoś (ur. 14 maja 1860 w Kielcach, zm. 10 listopada 1928 w Krakowie) – polski językoznawca, slawista, profesor i rektor Uniwersytetu Jagiellońskiego, twórca gramatyki historycznej języka polskiego, autor fundamentalnej Gramatyki polskiej (1922–1927) i monografii Wiersze polskie w ich dziejowym rozwoju (1920).

## Życiorys
Urodził się 14 maja 1860 w Kielcach, w rodzinie Ludwika (1823–1861), rachmistrza powiatu kieleckiego, i Marii Magdaleny z Grzegorzewskich. Początkowo nauki pobierał w domu rodzinnym. W 1881 ukończył gimnazjum klasyczne w Piotrkowie i otrzymał świadectwo dojrzałości z wyróżnieniem. Następnie na Wydziale Historyczno-Filologicznym Uniwersytetu w Petersburgu studiował gramatykę porównawczą języków indoeuropejskich, językoznawstwo ogólne i słowiańskie. Studia ukończył w 1885, uzyskując stopień kandydata nauk. Później przez dwa lata studiował w Paryżu, we Freiburgu oraz w Lipsku i Berlinie. W Petersburgu został zatrudniony w wydawanym przez Erazma Piltza tygodniku „Kraj”. W 1901 na uniwersytecie w Petersburgu uzyskał stopień magistra filologii słowiańskiej. W grudniu 1902 objął na Uniwersytecie Jagiellońskim stanowisko profesora nadzwyczajnego w katedrze filologii słowiańskiej. Od 2 maja 1920 był profesorem zwyczajnym języka polskiego i kierował utworzoną w tym roku katedrą języka polskiego. W latach 1923–1924 piastował funkcję rektora Uniwersytetu Jagiellońskiego.
Działał także w Akademii Umiejętności, która powierzyła mu pieczę nad opracowywanym w Krakowie od końca XIX w. Słownikiem staropolskim. W maju 1907 wybrano go na członka korespondenta Akademii Umiejętności, a od maja 1917 – na członka czynnego, był też sekretarzem Wydziału Filologicznego tej instytucji i redaktorem „Sprawozdań z Czynności i Posiedzeń PAU”. Należał do grona założycieli Towarzystwa Miłośników Języka Polskiego, które powstało w maju 1920 i był opiekunem jego organu, czasopisma „Język Polski”. W 1921 został członkiem czynnym Towarzystwa Naukowego we Lwowie. Był członkiem towarzystw naukowych wszystkich krajów słowiańskich, m.in. od 1925 członkiem honorowym Towarzystwa Filologicznego w Londynie, od 1927 członkiem korespondentem Akademii Nauk ZSRR.
Od 1890 był mężem Emilii z Plocerów (1870–1935), z którą miał synów: Ludwika (ur. 1891), Władysława (1892–1948), Stanisława (1900–1919) i córkę Janinę (zm. 1973)
Zmarł w Krakowie. Spoczywa w rodzinnym grobowcu na cmentarzu Rakowickim w Krakowie (kwatera Pas 27).

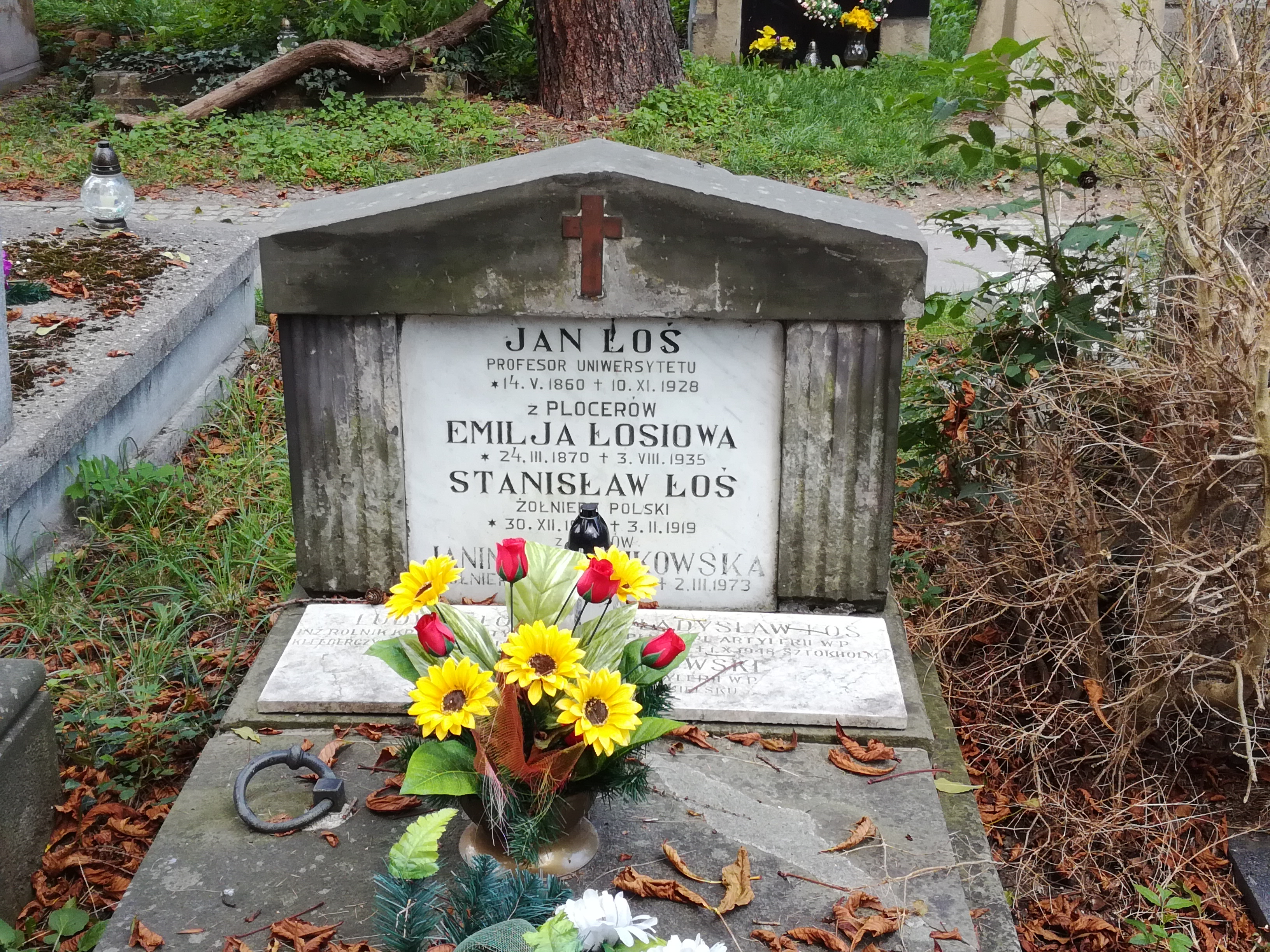
Grób prof. Jana Łosia na cmentarzu Rakowickim w Krakowie

## Główne publikacje
- Zarys historii języka polskiego (1913–1914)
- Pisownia polska w przeszłości i obecnie (1917)
- Pisownia polska ustalona. Uchwały ostateczne. Przepisy. Słowniczek (1918)
- Zasady ortografii polskiej i słownik ortograficzny według zasad Polskiej Akademii Umiejętności (1920)
- Wiersze polskie w ich dziejowym rozwoju (1920)
- Początki piśmiennictwa polskiego (1922)
- Gramatyka starosłowiańska (1922)
- Gramatyka polska  (t. I, II, III, 1922–1927)
- Krótka gramatyka historyczna języka polskiego (1927)

## Ordery, odznaczenia i wyróżnienia
- Krzyż Komandorski Orderu Odrodzenia Polski (7 listopada 1925)[3]

### Doktoraty honoris causa
- 28 czerwca 1910 – Uniwersytet Jagielloński
- 29 czerwca 1928 – Uniwersytet Warszawski